# Arhopala zelea
Arhopala zelea är en fjärilsart som beskrevs av Hans Fruhstorfer 1914. Arhopala zelea ingår i släktet Arhopala och familjen juvelvingar. Inga underarter finns listade i Catalogue of Life.